# Panzerstatue des Hadrian (Tel Shalem)

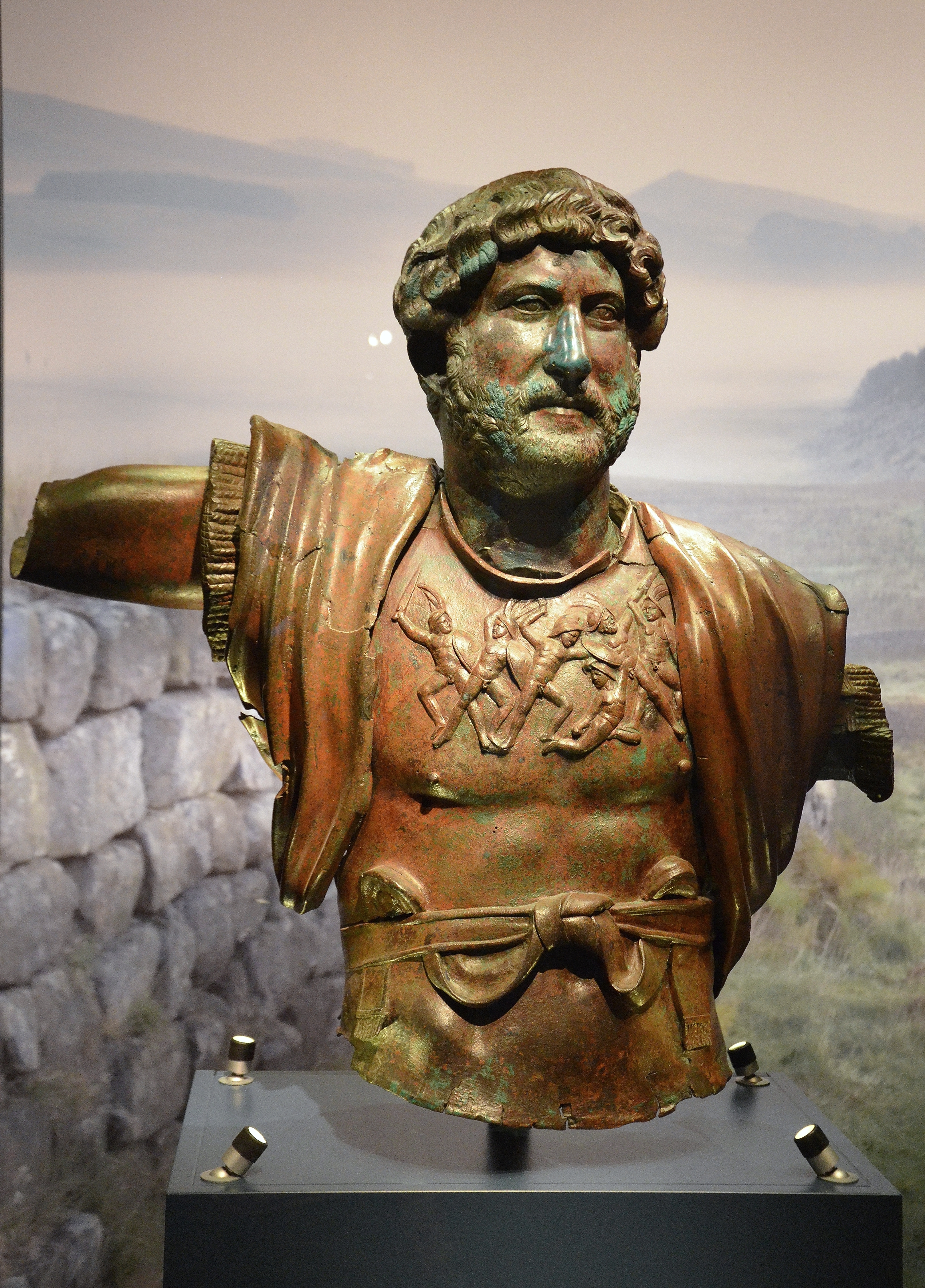
Panzerstatue des Hadrian

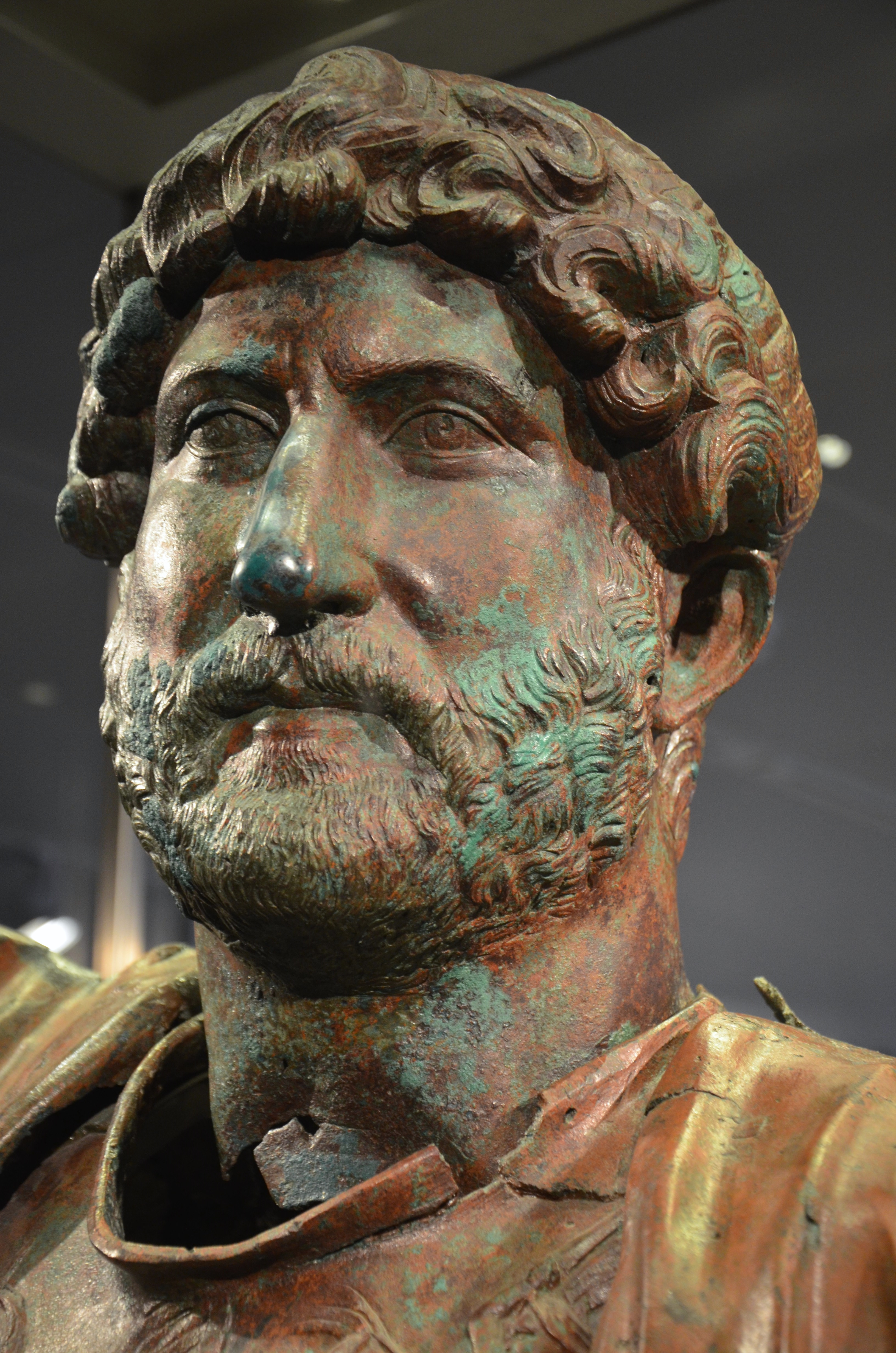
Panzerstatue des Hadrian (Detail)

Die Panzerstatue des Hadrian fand sich im römischen Militärlager von Tel Shalem, etwa 12 km südlich von Bet Sche’an im heutigen Israel. Die Fragmente der Statue befinden sich heute im Israel-Museum in Jerusalem (Inventar Nummern IAA 1975-763 (Kopf), IAA 1975-764 (Torso)). Die erhaltenen Reste sind etwa 83 cm groß.
Bei dem Kopf der Statue, von der auch noch der Torso und Teile des rechten Armes erhalten sind, handelt es sich um ein herausragendes Werk römischer Bronzekunst. Die Reste der Statue wurden 1975 durch Zufall mit einem Metalldetektor gefunden. Es folgten offizielle archäologische Ausgrabungen vor Ort, die weitere Teile von Bronzestatuen zu Tage brachten. Der Ort konnte als Lager der Legio VI Ferrata identifiziert werden, die hier Straßen kontrollierte. Der Bau, in dem sich die Statue fand, war die principia (Stabsgebäude), wo sie wahrscheinlich dem Kaiserkult diente. Es ist aber auch möglich, dass die Statue hier später mit anderen Statuen deponiert wurde. Die Beine der Statue fanden sich nicht vor Ort. Stattdessen kam der Bronzekopf eines Jünglings zu Tage, der offensichtlich zu einem anderen Bildwerk gehörte.
Die Statue wurde aus verschiedenen Teilen zusammengefügt. Der Kopf stammt möglicherweise aus einer Werkstatt in Rom, Griechenland oder Kleinasien. Er folgt einem der offiziellen Typen in der Darstellung des Kaisers, besonders in Bezug auf die Rolllockenfrisur. Die Abbildungen auf dem Brustpanzer sind sonst auf keinem Standbild des Kaisers bezeugt. Sie zeigen sechs nackte, kämpfende Soldaten, die wahrscheinlich eine griechische, mythologische oder östliche-hellenistische Schlachtszene wiedergegeben. Außerdem trägt der Herrscher statt dem sonst üblichen Paludamentum (Soldatenmantel) einen Schal. Zudem fehlt ein schützendes Emblem, wie ein Gorgoneion (Medusakopf), auf dem Panzer. Auch die Weinranken auf dem Rücken sind eher ungewöhnlich. Deshalb ist es wahrscheinlich, dass der Torso ursprünglich von einer hellenistischen Statue stammt, die unter Hadrian einen neuen Kopf erhielt.